# تپه احمدآباد ۲
تپه احمدآباد ۲ در شهرستان قزوین، روستای احمدآباد واقع شده و این اثر در تاریخ ۲۵ اسفند ۱۳۷۹ با شمارهٔ ثبت ۳۲۹۷ به‌عنوان یکی از آثار ملی ایران به ثبت رسیده است.